# Liberalizam
Liberalizam (lat. liberalis ← liber = slobodan, slobodarstvo, slobodoumlje) svjetonazor je koji zagovara smanjenje nadzora države i drugih političkih institucija nad individualnom slobodom pojedinca; politička doktrina koja zagovara demokratske oblike vlasti, političku toleranciju i postupne reforme političkih i društvenih institucija. U ekonomiji zagovara, tradicionalno, načelo laissez faire, tj. nesputano djelovanje slobodnog tržišta i tržišnih zakonitosti te smanjenje prerogativa socijalističke države. Liberalizam je borba građanske klase za slobodu mišljenja i neograničenu slobodu tržišta. Liberali vjeruju u ljudski razum (racionalnost) i bili su često u povijesti (osobito u 19. stoljeću) utilitaristi. 
Začetnici moderne liberalne misli bili su engleski filozofi 16. i 17. stoljeća Thomas Hobbes i John Locke koji su razvijali teoriju o prirodnim pravima čovjeka. Locke je bio prvi koji je pozvao na sekularizaciju u "Pismu o toleranciji" i opisao kako bi moderna pravna država trebala izgledati ("Dvije rasprave o vladi"). Ekonomski liberalizam i politiku slobodnog tržišta definirao je škotski teoretičar Adam Smith u svome djelu "Bogatstvo naroda" (The Wealth of the Nations") 1776. što se i danas smatra početkom ekonomske znanosti.
Također, liberalizam je i politički pokret koji se zalaže za poštovanje ljudskih prava i liberalnih stečevina čovječanstva. Kao sustavna politička misao i praksa razvija se iz prosvjetiteljstva 17. i 18. stoljeća, osobito kroz djela Montesquieua, Rousseaua i dr., a politički je uobličen u ustavnim aktima kao što su američka Deklaracija o neovisnosti (1776.) i francuska Deklaracija o pravima čovjeka i građanina (1789.)
Na društvena zbivanja u 19. stoljeću utjecale su, između ostalog, i ideje koje su iznosili sociolozi, filozofi i drugi mislioci. Liberali su polazili od ideje osobne slobode pojedinca koju bi, u idealnim uvjetima, trebala jamčiti državna vlast. Zato su tražili da se ustavom definira kako osobe na vlasti moraju vladati i što im je u tom vladanju dopušteno, a što nije. Također su se zauzimali za slobodu tiska, okupljanja i udruživanja; da svi ljudi mogu ravnopravno birati vlast i biti birani u tijela vlasti kao što su parlament ili vlada. Liberali su među prvima tražili ravnopravnost žena.
Svojevrsni povijesni vrhunac je - u bliskoj vezi s razvojem nacionalizma - liberalizam zabilježio u "proljeću naroda" revolucionarne 1848. godine.
Liberalni mislilac John Stuart Mill jedan je od osnivača pokreta za žensko pravo glasa, a u tvornicama i tvrtkama za bolje uvjete rada, kraće radno vrijeme i ukidanje dječjeg rada. 
Liberalne ideje su nailazile na oštar otpor znatnog dijela vladajućih slojeva (aristokracija, od Europe do Japana i Etiopije) i znatnog dijela seljaštva i sitnih obrtnika. Zahvaljujući sve jačoj ulozi srednjih slojeva (građanstva) - glavnog socijalnog uporišta liberalnih ideja - u novim oblicima organizacije privrede i društva tijekom 19. i 20. stoljeća, imale su one sve više uspjeha. U 20. i 21. stoljeću su liberalni oblici organizacije država zaživjeli u mnogim državama svijeta; danas prvenstveno zahvaljujući globalnom utjecaju SAD-a, gdje je liberalizam neodvojivo povezan s nacionalnim samoshvaćanjem, te gdje se na vlasti već preko dva stoljeća izmjenjuju Republikanska stranka i Demokratska stranka, koje su u suštini obje baštinice liberalne ideologije ljevijeg (socijalno-liberalnog) i desnijeg (konzervativno-liberalnog) usmjerenja.